# Not That Kind
Not That Kind es el álbum debut de la cantante compositora Anastacia, lanzado internacionalmente en el año 2000. El álbum fue principalmente producido por Sam Watters, Louis Biancaniello, y Ric Wake, con la participación de Evan Rogers, Carl Sturken y Ray Ruffin. Mientras que el álbum sólo alcanzó el número ciento sesenta y ocho en los EE. UU. Billboard 200, en Europa y Oceanía entró en el top cinco y los diez primeros en la mayoría de las listas de popularidad, vendiendo aproximadamente 7.000.000 de discos.

## Lista de Pistas
| N.º | Título                              | Escritor(es)                               | Productores                     | Duración |  |
| 1.  | «Not That Kind»                     | Anastacia, Will Wheaton, Marvin Young      | Ric Wake                        | 3:20     |  |
| 2.  | «I'm Outta Love»                    | Anastacia, Sam Watters, Louis Biancaniello | Sam Watters, Louis Biancaniello | 4:02     |  |
| 3.  | «Cowboys & Kisses»                  | Anastacia, JIVE, Charlie Pennachio         | Ric Wake, The Shadowmen         | 4:32     |  |
| 4.  | «Who's Gonna Stop the Rain»         | Evan Rogers, Carl Sturken                  | Evan Rogers, Carl Sturken       | 5:00     |  |
| 5.  | «Love Is Alive» (con Vonda Shepard) | Gary Wright                                | Ric Wake                        | 3:56     |  |
| 6.  | «I Ask of You»                      | Anastacia, Watters, Biancaniello           | Sam Watters, Louis Biancaniello | 4:27     |  |
| 7.  | «Wishing Well»                      | Denise Rich, Greg Bieck, JIVE              | Ric Wake                        | 3:57     |  |
| 8.  | «Made for Lovin' You»               | Anastacia, Watters, Biancaniello           | Sam Watters, Louis Biancaniello | 3:35     |  |
| 9.  | «Black Roses»                       | Anastacia, Rogers, Sturken, Ray Ruffin     | Evan Rogers, Carl Sturken       | 3:38     |  |
| 10. | «Yo Trippin'»                       | Anastacia, Travon Potts                    | Travon Potts                    | 3:35     |  |
| 11. | «One More Chance»                   | Anastacia, Oji Pierce                      | Rickey Minor                    | 4:39     |  |
| 12. | «Same Old Story»                    | Anastacia, Rogers, Sturken                 | Evan Rogers, Carl Sturken       | 5:32     |  |

| Bonus Tracks |                                                |                                                                             |                                 |          |  |
| N.º          | Título                                         | Escritor(es)                                                                | Productores                     | Duración |  |
| 13.          | «Nothin' at All» (Japan Bonus track)           | Peter Lord Moreland                                                         | Ric Wake                        | 4:26     |  |
| 14.          | «I Ask of You» (North American Edition)        | Anastacia, Watters, Biancaniello                                            | Sam Watters, Louis Biancaniello | 4:27     |  |
| 15.          | «Late Last Night» (North American Edition)     | Diane Warren                                                                | Ric Wake                        | 4:27     |  |
| 16.          | «Why'd You Lie to Me» (North American Edition) | Anastacia, Damon Sharpe, Greg Lawson, Trey Parker, Damon Butler, Canela Cox | Ric Wake, Richie Jones          | 3:43     |  |
| 17.          | «Don't Cha Wanna» (North American Edition)     | Anastacia, Stevie Wonder, Watters, Biancaniello, Yvonne Wright              | Sam Watters, Louis Biancaniello | 3:43     |  |

### Edición Japonés
1. "Nothin' at All" – 4:29
2. "I'm Outta Love" (Hex Hector Main Club Mix) – 8:00
3. "I'm Outta Love" (Matty's Soulflower Mix) – 5:56
4. "I'm Outta Love" (Ron Trent's Club Mix) – 8:35

### Edición Australiana
1. Interview Footage Plus Video Clip for "I'm Outta Love"

### Edición Brasileña
1. "I'm Outta Love" (Radio Mix - Hex Hector Mix) – 4:06

## Edición estadounidense
1. «Not That Kind» – 3:20
2. «I'm Outta Love» – 4:02
3. «Cowboys & Kisses» – 4:32
4. «Why'd You Lie to Me» – 3:43
5. «Who's Gonna Stop the Rain» – 5:00
6. «I Ask of You» – 4:27
7. «Don't Cha Wanna» – 4:01
8. * Contains portions of Stevie Wonder's «I Believe (When I Fall in Love It Will Be Forever)» (Stevie Wonder, Yvonne Wright)
9. «Late Last Night» – 4:27
10. «Made for Lovin' You» – 3:35
11. «Black Roses» – 3:38
12. «Yo Trippin'» – 3:35
13. «One More Chance» – 4:39
14. «Same Old Story» – 5:32

## Premios y ventas
| Listas (1999)            | Posición |
| ------------------------ | -------- |
| Australian Albums Chart  | 2        |
| Austrian Albums Chart    | 3        |
| French Albums Chart      | 6        |
| German Albums Chart      | 2        |
| Hungarian Albums Chart   | 11       |
| New Zealand Albums Chart | 1        |
| Norwegian Albums Chart   | 1        |
| Swedish Albums Chart     | 9        |
| Swiss Albums Chart       | 1        |

| Listas (1999)                   | Posición |
| ------------------------------- | -------- |
| Belgian Albums Chart (Flanders) | 9        |
| Belgian Albums Chart (Wallonia) | 10       |
| Danish Albums Chart             | 2        |
| Dutch Albums Chart              | 1        |
| European Top 100 Albums         | 3        |
| Finnish Albums Chart            | 9        |
| Irish Albums Chart              | 4        |
| Italian Albums Chart            | 5        |
| UK Albums Chart                 | 2        |
| U.S. Billboard 200              | 168      |
| U.S. Billboard Top Heatseekers  | 9        |

### Certificaciones
| País        | Certificador | Certificación | Ventas    |
| ----------- | ------------ | ------------- | --------- |
| Australia   | ARIA         | 3× platinum   | 210 000   |
| Austria     | IFPI         | Platinum      | 20 000    |
| Denmark     | IFPI         | Platinum      | 30 000    |
| Europe      | IFPI         | 4× platinum   | 4 000 000 |
| Finland     | IFPI         | Gold          | 22 115    |
| France      | SNEP         | 2× platinum   | 571 000   |
| Germany     | IFPI         | 5× gold       | 750 000   |
| Netherlands | NVPI         | 3× platinum   | 180 000   |
| New Zealand | RIANZ        | 3× platinum   | 45 000    |
| Norway      | IFPI         | Platinum      | 30 000    |
| Sweden      | IFPI         | Gold          | 20 000    |
| España      | IFPI         | Gold          | 50 000    |
| Suiza       | 3× platinum  | 140 000       |           |
| Reino Unido | BPI          | 3× platinum   | 900 000   |